# Setor de Indústria e Abastecimento
Setor de Indústria e Abastecimento (« Secteur de l'industrie et de l'approvisionnement ») est une région administrative du District fédéral au Brésil.